# Odznaka tytułu honorowego „Zasłużony Hutnik Polskiej Rzeczypospolitej Ludowej”
Odznaka tytułu honorowego „Zasłużony Hutnik Polskiej Rzeczypospolitej Ludowej” – jedna z piętnastu odznak tytułów honorowych przyznawanych w PRL, ustanowiona 9 listopada 1955 jako wyróżnienie dla najbardziej zasłużonych hutników, techników i inżynierów hutnictwa, którzy w okresie wieloletniej pracy w hutnictwie wyróżnili się osiągnięciami w dziedzinie wydajności pracy, przyspieszenia wytopów, podniesienia jakosci wyrobów hutniczych, inicjowania i rozwoju współzawodnictwa pracy, ulepszania metod pracy, wprowadzania i upowszechniania postępu technicznego, obniżki kosztów własnych, poprawy warunków bezpieczeństwa i higieny pracy.
Odznakę noszono po prawej stronie piersi, przed Medalem 10-lecia Polski Ludowej.
Wszystkie tytuły honorowe zostały zlikwidowane 23 grudnia 1992, ustawą z dnia 16 października 1992.